# Phoenix Wright: Ace Attorney − Spirit of Justice
Phoenix Wright: Ace Attorney - Spirit of Justice (conhecido no Japão como Gyakuten Saiban 6 逆転裁判) é um jogo de aventura de visual novel desenvolvido e publicado pela Capcom, é a sexta sequência principal da série Ace Attorney. O jogo foi lançado para o console Nintendo 3DS no Japão em junho de 2016, e na América do Norte e Europa no mês de setembro. Versões para iOS e Android foram lançadas um ano depois, em setembro de 2017.